# Eutimije Veliki
Sveti Eutimij(e) Veliki (grč. Εὐθύμιος; 377. – 20. siječnja 473.) bio je Grk; katolički i pravoslavni svetac.
Rođen je 377. godine u gradu znanom kao Melitena (Mala Armenija).
Njegovi su roditelji bili dosta bogati, a imena su im bila Pavao i Dionizija. Oni su navodno molili Boga u crkvi svetog Polieukta u nadi da će dobiti muško dijete.
Biskup Otrej od Melitene je podučavao Eutimija te ga je postavio za nadzornika melitenskih samostana.
Kad je imao oko 30 godina, Eutimije je otišao u Jeruzalem. Ostao je živjeti u lavri zvanoj Pharan.
411. Eutimije je otišao u pustoš zajedno s prijateljem svetim Teoktistom. Sagradili su samostan.
Glas o Eutimiju kao svetom čovjeku proširio se izvan Palestine nakon što je navodno pomogao u liječenju Terebona, a taj je bio sin saracenskog poglavice Aspebetusa.
Aspebetus je postao svećenik te je kao biskup svog plemena pohodio koncil u Efezu 431.
Budući da su mnogobrojni znatiželjnici htjeli vidjeti Eutimija, on, koji nije htio publicitet, otišao je s učenikom Domicijanom do Mrtva mora.
Carica Aelija Eudokija je postala katolkinja zahvaljujući Eutimiju.